# Diskless Remote Boot in Linux
Diskless Remote Boot in Linux (DRBL) ist ein NFS-/NIS-Server, der eine Installationsumgebung für Einzelplatzcomputer bereitstellt.

## Anwendungsbereich
DRBL kann benutzt werden für
- das Duplizieren (Clonen) von Maschinen mit dem mitgelieferten Clonezilla,
- eine Netzwerkinstallation von Linux-Distributionen wie Fedora, Debian usw.,
- die Bereitstellung eines kleinen Betriebssystems via PXE (oder ähnliches), z. B. DSL, Puppy Linux, FreeDOS usw.

Die Benutzung erfolgt entweder
- als Server-Variante nach Installation auf einem unterstützten System mittels des bereitgestellten Installationsskripts,
- oder installationslos von einer Live-CD.

Die Installation ist möglich für Maschinen mit einem bereits installierten Debian, Ubuntu, Mandriva, Red Hat Linux, Fedora, CentOS oder SuSE. Im Gegensatz zu LTSP, verwendet es keinen zentralisierten Ansatz, sondern erlaubt den Arbeitsplätzen die Nutzung lokaler Hardwareressourcen. Es beinhaltet auch Clonezilla, ein Partitionierungs- und Cloning-Werkzeug ähnlich Symantec-Ghost.
DRBL wird unter den Bedingungen der GPL-Lizenz bereitgestellt und erlaubt damit dem Benutzer die Möglichkeit zur einfachen Anpassung an eigene Bedürfnisse.

## Eigenschaften
DRBL unterstützt in zwei Hauptbereichen: Disk Cloning und Hybrid Client.

### Disk Cloning
Clonezilla (mitgeliefert bei DRBL) benutzt partimage, um nur den benutzten Plattenplatz zu kopieren und gzip um das Ergebnis zu komprimieren. Das abgelegte Image kann dann später auf mehreren Maschinen gleichzeitig wiederhergestellt werden. Hierzu werden Multicast-Pakete verwendet und damit die notwendige Zeit zum Wiederherstellen auf vielen Computern erheblich reduziert. Die DRBL Live-CD erlaubt diese Tätigkeiten ohne Installation, indem zuerst der Server von CD betrieben wird und die PXE bootet die verbleibenden Arbeitsplätze.

### Hybrid Client
Die Benutzung alter Hardware als Thin Clients ist eine gute Lösung, die aber einige Nachteile hat, die ein Hybrid Client nicht hat.
- Streaming Audio/Video – Der Terminalserver muss zuerst dekodieren, dann erneut enkodieren und schließlich das Video über das Netzwerk zum Arbeitsplatz senden. Ein Hybrid dekodiert die Daten lokal und kann damit die Möglichkeiten der Grafikkarte zur Beschleunigung nutzen.
- Software, die Echtzeiteingaben benötigt – Da alle Eingaben eines Thin Client über das Netzwerk zum Terminalserver gesendet werden müssen, kann es hier eine Verzögerung geben. Dies ist ein großes Problem für Software, die eine schnelle Reaktion auf Eingaben erfordert (z. B. Videospiele). Hybrid Arbeitsplätze verarbeiten die Programme lokal und damit entsteht das Problem nicht.

DRBL erlaubt das einfache und schnelle Aufsetzen mehrerer Hybrid Clients.

## Wie es funktioniert
Für den Betrieb ist ein DRBL-Server erforderlich, was installationslos über die bereitgestellte Live-CD erfolgen kann. Diese Variante erlaubt jedoch nur geringe Anpassungen an eigene Bedürfnisse und wird deshalb nur für einen ersten Testbetrieb empfohlen. Dauerhaft sollte der Betrieb als Server-Edition (SE) erfolgen. Diese wird als Installationsskript bereitgestellt, das für eine genau benannte Liste von Distributionen vorliegt. Zuerst wird eine der gelisteten Distributionen installiert und danach das DRBL-Installationsskript ausgeführt. Es konfiguriert das System für den Betrieb als DRBL-Server.
Der Arbeitsplatz bootet über das Netzwerk mittels PXE. Er beschafft sich eine IP-Adresse und verwendet TFTP, um das Betriebssystem und die initial RAM disk vom DRBL zu laden. Der Arbeitsplatz bezieht seine root-Partition („/“) mittels NFS vom DRBL-Server. Danach bootet der Arbeitsplatz entweder die lokale Linux-Distribution, Clonezilla oder die Installationsprozedur der verschiedenen Linux-Distributionen, abhängig von der Einstellung auf dem DRBL-Server.
Alle Systemressourcen sind auf dem Arbeitsplatz verfügbar, mit Ausnahme des Plattenplatzes, der vom DRBL-Server kommt.

## Schlüsselstellen für einen erfolgreichen Hybrid-Arbeitsplatz mit DRBL
Der entscheidende Punkt in einer DRBL-Installation ist die Zusammenarbeit zwischen dem DRBL-Server und dem Arbeitsplatz. Ein schneller und sicherer Plattenplatz (RAID) und eine schnelle Netzwerkverbindung (Gigabit) sind ideal für diese Betriebsart.